# Pardosa lasciva
Pardosa lasciva este o specie de păianjeni din genul Pardosa, familia Lycosidae, descrisă de L. Koch, 1879. Conform Catalogue of Life specia Pardosa lasciva nu are subspecii cunoscute.